# Cromwell (Neuseeland)

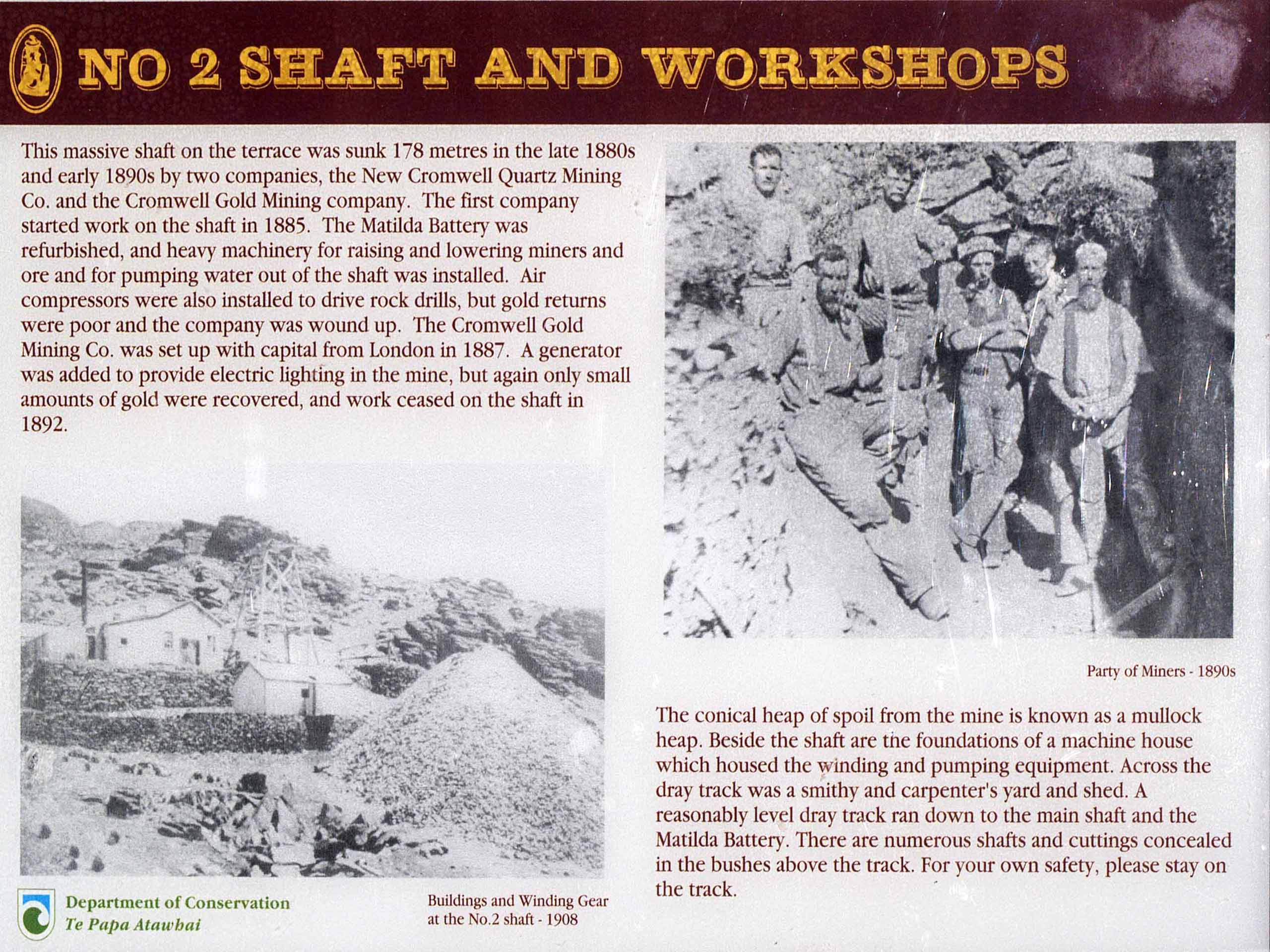
New Cromwell Quartz Mining Co. (1868) und Cromwell Gold Mining (1887), Logantown, Cromwell

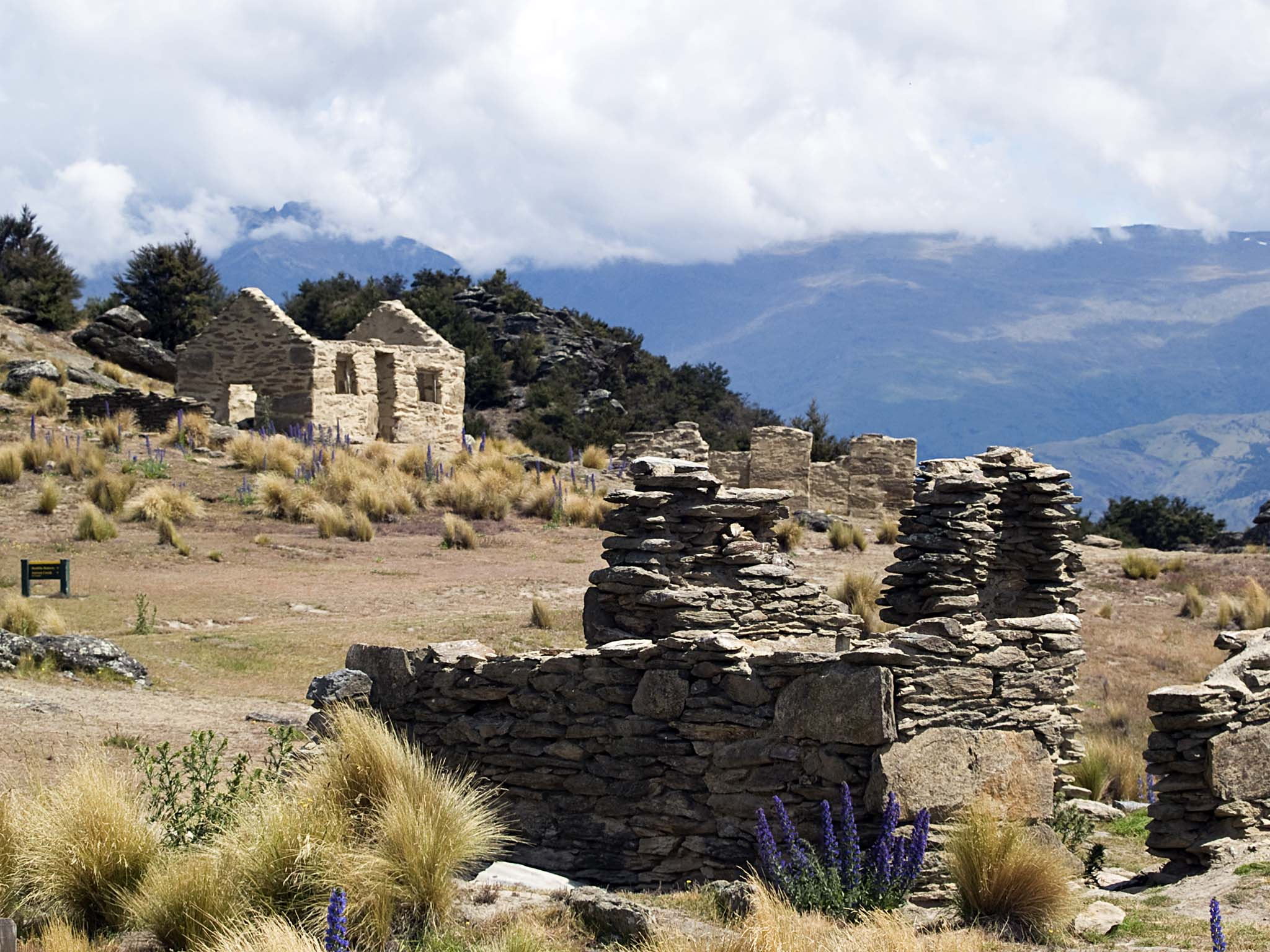
Einige Ruinen von Welshtown 1869 bis 1880

Cromwell ist ein Ort im Central Otago District der Region Otago auf der Südinsel von Neuseeland.

## Namensherkunft
Cromwell wurde zu Ehren des britischen Staatsmann Oliver Cromwell (1599–1658) benannt.

## Geografie
Cromwell liegt 27 km nordwestlich von Alexandra und 42 km östlich von Queenstown am Lake Dunstan und dem aufgestauten Teil des Kawarau River. An der Südwestspitze des Ortes mündet der Kawarau River in den aufgestauten Teil des Clutha River/Mata-Au. Als der Clyde Dam im Jahr 1992 fertiggestellt wurde und der Wasserpegel Clutha River/Mata-Au anstieg, versank ein Teil des ursprünglichen Ortes in den Fluten. Der Ort liegt des Weiteren eingebettet zwischen den nordwestlich liegenden Pisa Range und den östlich auf der anderen Seite des Lake Dunstan befindlichen Dunstan Mountains.

## Geschichte
Lange bevor die ersten Europäer das Land betraten, wurde der Clutha River/Mata-Au von den Māori als Transportweg benutzt. Sie jagten den Moa und bauten Greenstone (Jade) an der Westküste ab. Auf ihren Wegen zu ihren Siedlungen nach Osten, nutzten die das Gebiet um Cromwell herum als Camp.
Unter den Europäern, die ab 1857 als Squatter in das Tal des Clutha River/Mata-Au einfielen und Land in Besitz nahmen, war der Ort des heutigen Cromwell ursprünglich als The Junction bekannt, da er am Zusammenfluss zweiter Flüsse lag. Es war der leitende Landvermesser und Ingenieur der Provinz Otago, John Turnbull Thomson (1821–1884), der The Junction einen neuen Namen gab, ebenso wie vielen anderen Orten in Otago. Er machte dabei auch sprachliche Anleihen beim Englischen Bürgerkrieg (1642–1649) und so wurde der Gründer der Englischen Republik, Oliver Cromwell, im Namen dieses Ortes verewigt.
Im Zuge des Goldrausches in Otago (1861–1863) kamen die beiden Kanadier Hartley und Reilly und stießen im Clutha River/Mata-Au im Juli 1862 auf Gold. Bereits Ende August fieberten um die 2000 Goldsucher nach dem begehrten Metall. Aber auch Quarz wurde gefunden und abgebaut. Hier wird gerne Thomas Logan (1836–1897) genannt, der mit seiner Firma Cromwell Quartz Mining Company nach Quarz suchte und in kurzer Zeit 238 Unzen Gold fand, reich wurde, womit die Goldsucht weiter beflügelte. Als der Goldrausch verging, konzentrierten sich die Bewohner darauf, das fruchtbare Land zu bewirtschaften. Ab 1870 wurde der Gartenbau entwickelt, der im Wesentlichen aus dem Anbau von Wein und Obst bestand. 1878 wurden ca. 400 verbliebene Einwohner gezählt.
Von 1917 bis 1921 wurde die Eisenbahnlinie, der Otago Central Railway, fertiggestellt, die Cromwell nun direkt mit Dunedin, der Hauptstadt Otagos, verband und unter anderem einen schnelleren Zugang zum Seeweg über den Hafen Port Chalmers ermöglichte.
Als mit dem Beginn der Großen Depression 1929 die Arbeitslosigkeit auch in Neuseeland bedrohlich anstieg, sandte die Regierung arbeitslose Männer, mit Hacke, Schaufel, Pfanne und Zelt in die ehemaligen Goldfelder um ihnen mit Goldsuchen eine Beschäftigung zu geben. Die Bezahlung war mehr als schlecht und die Arbeit aussichtslos hart, so dass die Bevölkerung von Cromwell den Menschen teilweise mit Unterkünften und Verpflegung über die schlechte Zeit hinweg half.
1948 wurde mit den Untersuchungen, einen Staudamm zum Aufstauen des Clutha River/Mata-Au zu bauen, begonnen. Mit dem Baubeginn des Clyde-Staudamms 1977 musste die Eisenbahnverbindung zwischen Clyde und Cromwell eingestellt und Teile der Stadt in höhere Bereiche umgesiedelt werden. So wurden Teile der historischen Stadt unter Wasser gesetzt und die Stadt durch erheblichen Neuzubau modernisiert. Mit dreijähriger Verspätung, wegen Stabilisierungsarbeiten am Damm, wurde der Lake Dunstan 1992 über 18 Monate hin geflutet und hatte damit das Bild und den Charakter der Landschaft entscheidend verändert.

## Wirtschaft
Cromwell und sein Umland leben von der Landwirtschaft, der Kultur des Weinanbaus und vor allem vom Obstanbau, der die Werbeexperten der Stadt dazu veranlasste, die Stadt als die „Fruchtschale des Südens“ anzupreisen. Neben dem Dienstleistungsgeschäft wird der Tourismussektor auch hier zu einem immer wichtigeren Wirtschaftszweig für die Region. Der wirtschaftliche Erfolg und das Wachstum der Region spiegeln sich aber auch im Bevölkerungswachstum wider, das zwischen 2001 mit 2667 Einwohnern und 2006 mit 3585 Einwohnern bei 34,4 % lag.
Der Ort hat in den letzten Jahren erfolgreich sein Image als Stadt des Staudamms abgebaut und auf den Tourismus gesetzt. Der Clyde-Staudamm, gebaut zur Stromerzeugung, bleibt als drittgrößter Staudamm Neuseelands mit einer Leistung von 400 Megawatt gleichwohl weiterhin bestimmend für die Stadt.

## Infrastruktur
Zwei New Zealand State Highways verbinden den Ort mit den angrenzenden Städte und Regionen, der New Zealand State Highway 6, der von Norden von Wanaka kommend Cromwell mit Queenstown im Westen verbindet und der New Zealand State Highway 8, der von Südosten von Alexandra kommend Cromwell mit den nördlichen Regionen anbindet.

## Natur und Landschaft
Wie fast überall in Otago bestimmt das Tussockgras das Landschaftsbild. In den unteren Regionen der Berghänge sind die Myrtengewächse Manuka (Leptospermum scoparium) und Kanuka (Leptospermum ericoides) zu finden, sowie der dornige Matagouri (Discaria toumatou), auch Wild Irishman genannt. In den Flusstälern blühen über den Frühling und den zeitweise trockenen und sehr warmen Sommer hinweg zahlreiche Wildblumen. Der lila Thymian und der blaufarbige Gewöhnliche Natternkopf (Echium vulgare) setzen weithin erkennbare Farbtupfer in die Landschaft.
In der Tierwelt verblüfft vor allem der endemische, nur in der Gegend um Cromwell vorkommende Käferart Prodontria lewisi („Cromwell Chafer“) die Fachwelt und wurde zwischen 1986 und 1997 Gegenstand einer Untersuchung des Ministeriums für Naturschutz.

## Sehenswürdigkeiten
- Bannockburn Bridge – eine aus Resten der Pfeiler der ursprünglichen Hängebrücke errichtete Konstruktion
- Bannockburn – Reste einer historischen Goldgräberstadt
- Bannockburn Hotel – ein alter Pub
- The Bannockburn Sluicings' – ein Wanderweg durch die vom Goldabbau geprägte Landschaft
- Bendigo Goldfields – historische Goldfelder mit Resten der alten Goldgräberorte, Bendigo, Logantown und Welshtown mit alten Steinhäusern
- Carrick Goldfields – Ruinen der alten Goldgräberstadt Carricktown
- Quartzville – ein 4 km entferntes altes Bergbaugebiet
- Young Australian – ein 7 km entferntes großes, oberschlächtiges Wasserrad
- Cromwell Gorge – die Schlucht des Clutha River/Mata-Au von Cromwell nach Alexandra
- Goldfields Mining Centre – ein auf den Goldabbau konzentriertes Tourismuszentrum
- Old Cromwell Town – alter Stadtteil mit einigen restaurierten alten Gebäuden